# 希爾斯堡慘劇
希爾斯堡慘劇（英語：Hillsborough Disaster）指1989年4月15日在英格蘭谢菲尔德的希爾斯堡球場發生的踩踏事故，造成97名利物浦球迷死亡。事件起因是由於大量球迷在短時間內同時由球場其中一個入口湧進場內兩個區域，區域內位置較後的人群不斷將前面的人擠向看台前方的鐵絲網，部份球迷因此被擠壓或踐踏而死亡。負責調查事件的法官泰勒（Lord Taylor）在其報告中歸咎事件於警方控制不力以及球場安全欠佳。此報告導致英國所有足球場改建成全座位球場，並拆除看台與球場之間的鐵絲網。

## 慘劇發生

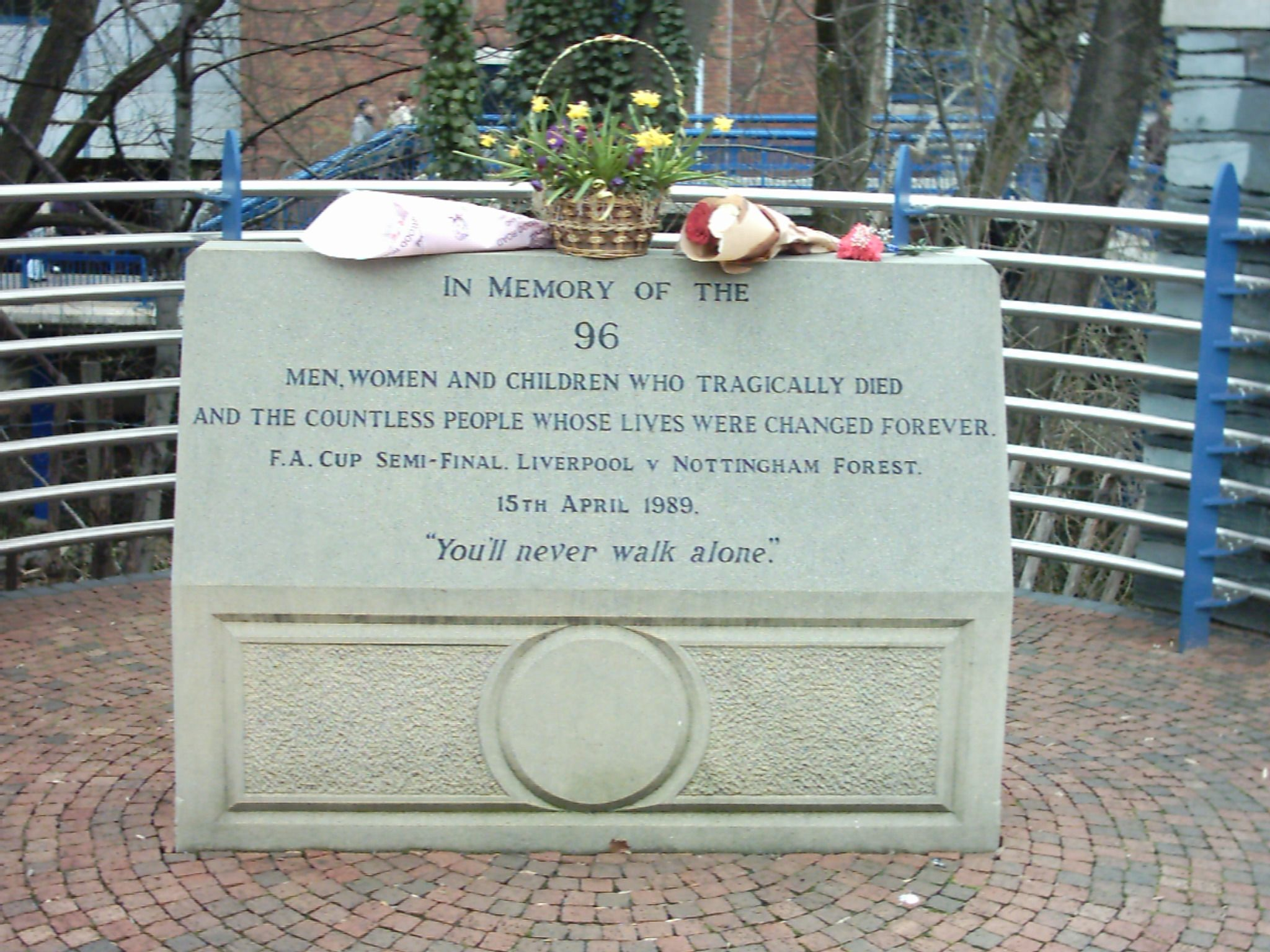
希斯堡球場的紀念碑

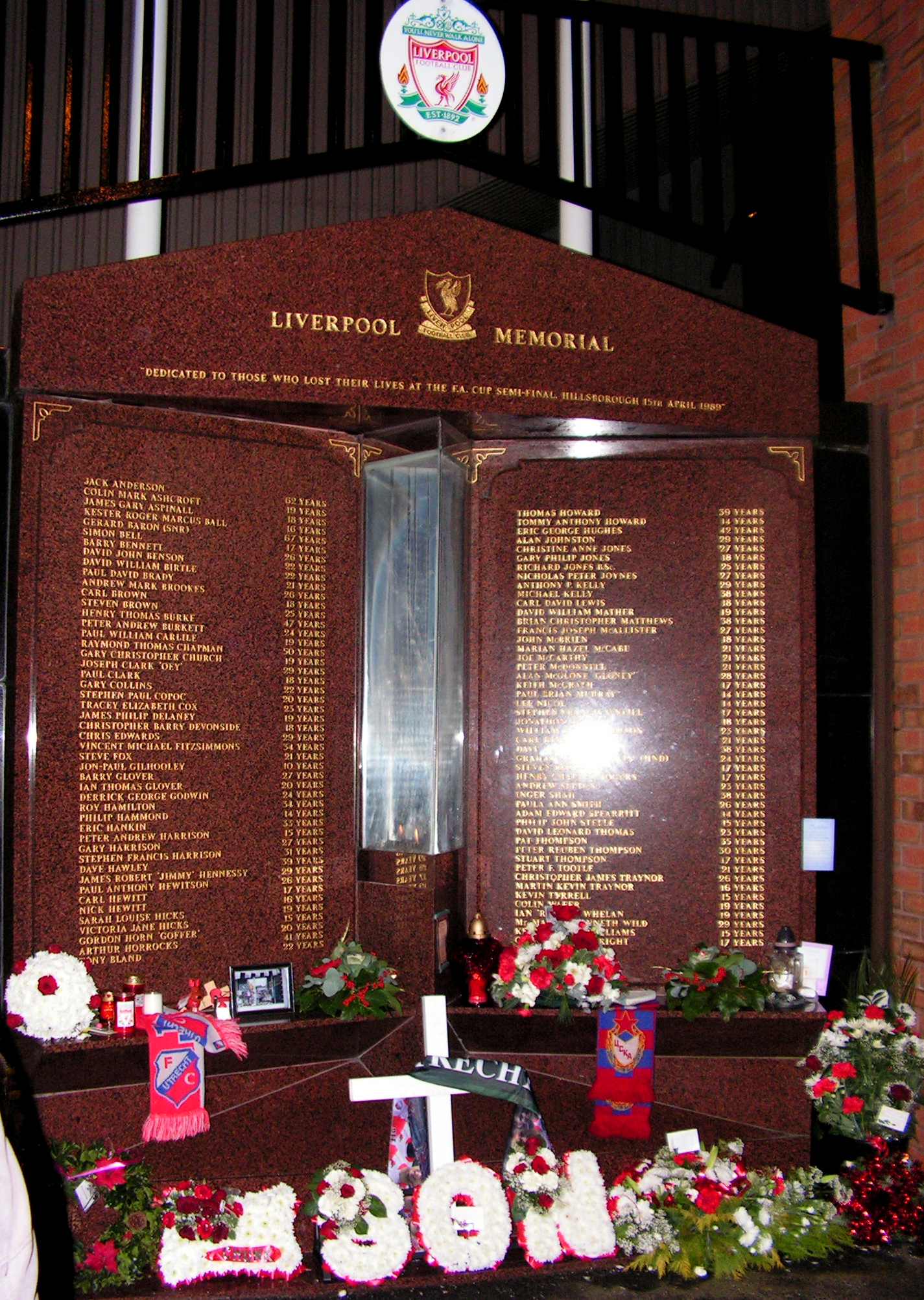
位于安菲尔德球场的悼念碑，2010年12月15日

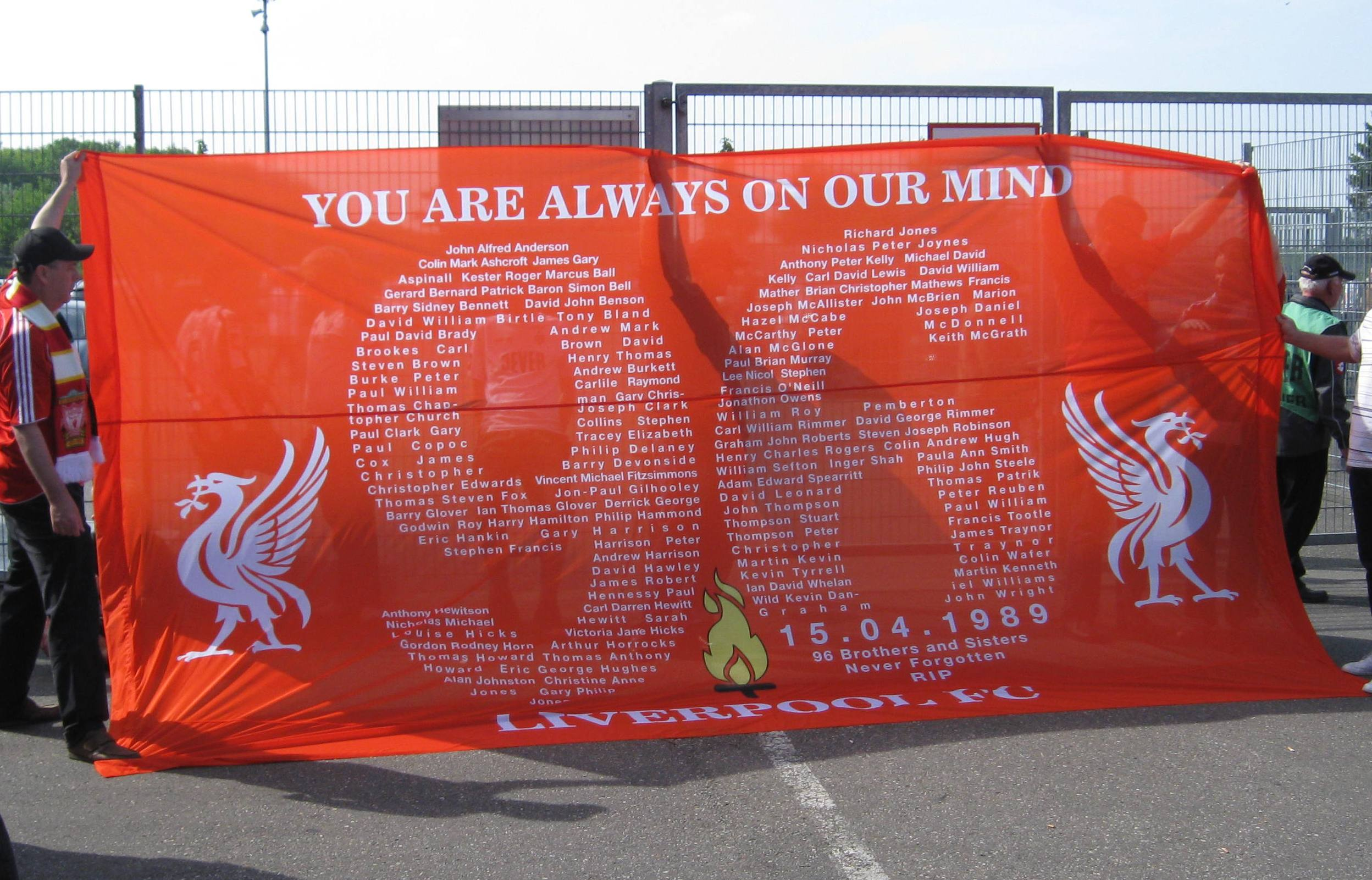
20周年纪念日的一条横幅

1989年英格蘭足總盃其中一場準決賽由利物浦與諾定咸森林在錫周三主場希尔斯堡球場上演。傳統上，英格蘭足總盃進入準決賽階段後，會改在中立場進行。而利物浦與諾定咸森林亦曾於1988年在同一個球場進行過足總盃的準決賽。
80年代英格蘭的足球流氓特別嚴重，經常擅闖場區或者扔雜物進場區內，因此大部分球場都安裝了鐵絲網以分隔觀眾和場區，此等預防措施卻在之後被認為是導致悲劇發生的一個主要原因。慘劇發生在球場的露天看臺上，該處是一個平價和不設座位的區域，經常被鐵絲網細分成多個小區以便職員及警察控制人群。
希斯堡球場在大型比賽中一般都會隔開雙方球迷，其中利物浦的支持者被安排到歷平斯徑看臺。球賽原定於當地時間下午3時正開始，但當日利物浦與錫菲爾德間的交通擠塞，很多利物浦球迷未能準時到達。在下午2時到2時45分之間，球迷不斷湧到歷平斯徑看台十字轉門前的狹小空間，以求儘快在開賽前進入球場。因大量球迷在短時間內一同擁進球場，使十字轉門前的空間變成瓶頸。當時大約有5,000名球迷嘗試通過轉門進場，警方基於門外安全的考慮，決定打開原為出口、沒有十字轉門的C閘以疏散人群，結果導致大量球迷湧過閘門進入球場。由於警方打開了出口閘門，令很多人入場時都沒被檢查門票，警方事後聲稱不少沒有買票的球迷湧入球場，大大增加了看台上的球迷人數。
開閘後，數以千計的球迷經過狹窄的通道，從露天看臺後部湧進原本已經過度擠迫的中央兩個小區，使鐵絲網前的人不斷受到推擠。後來入場的人未有察覺鐵絲網前擠迫的情況，而繼續進入中央區域。在正常情況下，警方以及球場職員會在中央區域人滿時，於入口指示人們進入兩旁的小區；但當日基於某種未知的原因而無人在場指揮。
最初，其他未受影響的人並未察覺看臺前的異狀，球賽如常舉行，大部分人被比賽所吸引。但到了下午3時6分，球證在警方的建議下暫停了比賽，當時鐵絲網已經塌下，不少球迷爬過鐵網逃生。與此同時，一部分球迷強行打開鐵絲網上的一道小閘離開，另外一些球迷就爬過鐵網，而亦有一些球迷被直接送上在歷平斯徑看臺上的西看臺。
但到了此刻，球場當局仍然不知道實際發生了何事。高級警察最初以為他們所遇到的是普通足球流氓闖入場區，所以只增加人手阻止人群進入場區而不是協助他們離開。小區內的球迷被緊緊地擠壓，以致不少球迷被其他人踐踏而死亡。球場草地內很快就出現一些呼吸困難、擠壓時受傷的人，以及一些已經被壓至死亡的球迷屍體。警方以及球場職員意識到事態嚴重時，在場的小型救护车已經不敷應用。其他球迷亦盡力協助傷者，很多人即場施行人工呼吸，又有部分球迷徵用廣告板作臨時擔架。
但此時部分警官仍然在中場線拉起封鎖線，以阻止利物浦球迷進入另一邊諾定咸森林球迷的場區。部分利物浦球迷嘗試突破封鎖線以運送傷者到另一邊的救護車，但卻被強行送回頭。
當日一共有94人死亡，766人受傷。第95名死者出現在4日後：14歲李·尼卡爾（Lee Nical）在醫院傷重不治。在1993年3月，東尼·巴蘭特（Tony Bland）在昏迷接近4年後透過安樂死而死亡。2021年7月，在事故中受伤的安德鲁·迪瓦恩（Andrew Devine）逝世，法医认定其死亡与当年所受到的伤害有關，属于“被非法杀害”，至此遇难人數達到97人。而英國廣播公司因當日直播此場球賽，同時將整個悲劇過程直播給觀眾，再加上龐大的傷亡數目，震撼了整個英國。
利物浦後來的隊長史提芬·謝拉特的表哥乔恩·保罗·吉尔胡利（Jon-Paul Gilhooley）在此次悲劇中逝世。利物浦在主場晏菲路球場辛奇利門外為96名死者設立了悼念碑，每年4月15日會在晏菲路球場舉行悼念活動；而在利物浦座堂旁的一條小路亦豎立了一塊悼念碑。事發10週年時，希斯堡球場亦舉行過悼念活動。

## 事後調查
慘劇發生後，法官泰萊（Lord Justice Taylor）被委任調查事件。泰萊花了31日時間完成調查，並先後發表兩份報告。第一份初步報告主要探討事件本身、第二份最終報告則提出球場安全建議；此報告後來就被稱為「泰萊報告」。報告導致了分隔看臺和場區的鐵絲網被拆除，而英國所有球場自此之後亦必須為全座位球場。
關於慘劇本身的部分充滿著爭議，注意力尤其放在開放出口閘門的決定中。事實上，較好的做法是延遲比賽時間而不是加開閘口，在其他比賽中亦曾經如此作。警方則解釋指場外人群已經失控，並且指責部分沒有門票的利物浦球迷試圖進場、同時亦指責群眾行為不檢。但是，並沒有任何實在的證據支持警方的說法，而泰萊法官亦在其最終報告中著力反駁。在調查時，檢控官御用大律師阿倫·瓊斯（Alun Jones）指總警司大衛·達肯菲爾德（David Duckenfield）下令打開閘門以讓數以百計的球迷進入原本已經擁擠的露天看臺；但災難發生後的數分鐘、89人已經遇難時，他卻欺騙足總官員是球迷自己強行開閘。
而錫周三就因為歷平斯徑的閘門數量小以及欄柵質量低而受到指責；但泰萊報告則指出慘劇的官方原因是警方控制失當。就閘門數量不足，報告估計若出口閘門沒有打開，則需要到下午3時40分才能讓所有持有入場券的觀眾進場；雖然出口閘門在事發當日打開了以讓球迷進場，但報告就指出進入露天看臺的人數並沒有超過所能容納的人數。
慘劇是由於大部分球迷湧入露天看臺中央3號和4號區域，而當日卻沒有任何警察或者職員指示球迷進入其他未滿的區域。那兩個區域可以容納約2000人，但由於看臺的欄柵未乎合1986年的運動場安全指引，英國健康及安全部就降低容量至1600人。據估計，在下午3時開賽後的數分鐘內，兩個區域內的人數就超過3000人；超載導致鐵絲網倒塌。
在泰萊報告發表後，英國第一座落成的全座位球場是倫敦南部伯蒙德賽的尼爾球場（New Den Stadium）。
2014年3月，特別法庭重新展開死因调查。2016年4月26日，死因庭陪審團裁定希斯堡慘劇96名死者是非法被殺
。

## 《太陽報》爭議
傳媒大亨梅鐸所持有的英國《太陽報》，當時一名編輯卡爾文·麥肯齊（Kelvin MacKenzie）在慘劇發生後的星期三以「真相」作頭條標題報導希斯堡慘劇，同時有三條副標題指：有些球迷偷走受害者的錢包、對著英勇警員撒尿、以致追打進行急救的警員。
該篇報導的內文指控一些醉酒的利物浦球迷蓄意攻擊那些正在搶救傷者的人，警察、消防員以及醫護人員都被殴打以及撒尿。該報同時引述了一名不具名的警員，指控利物浦球迷虐待一名已經身亡的女孩，而且公開地向他們警方以及死者屍體撒尿。
在太陽報的歷史紀錄中，彼得·齊本德爾（Peter Chippendale）和就寫道：「隨著麥肯齊的報導被越來越多人看到，報社辦公室內的恐懼感就越來越強；（但是）除了梅鐸外，麥肯齊在報社內的領導地位無人能及。（每個人）都被嚇得像驚弓之鳥一樣。他們所看到的錯誤實在太過明顯，不但不是個愚蠢錯誤，更不是個簡單過失。沒有一個人評論過有關報告：每個人都只是看了一眼，之後就搖頭離開，擔心著錯誤之嚴重：此是一個很巨大的污點。」

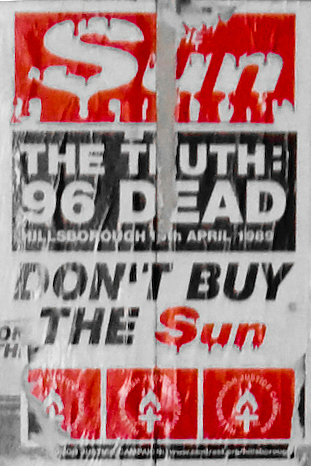
杯葛太阳报的广告

有關報導出版之後，大部分利物浦報販隨即杯葛《太陽報》並拒絕再擺放報紙；同時大批讀者取消訂閱，並拒絕光顧售賣《太陽報》的店舖。希斯堡正義運動（Hillsborough Justice Campaign）亦都號召了全國杯葛《太陽報》，雖然未有取得像利物浦市般的成功，但仍能使報章銷量下跌。銷量下跌的幅度更讓部分評論員歸因《太陽報》減價、提供免費雜誌、影音甚至色情光碟的行為於杯葛運動。
麥肯齊在1993年接受下議院國家遺產甄選委員會質詢時表示:「我對希斯堡事件感到遺憾，那是一個原則性的錯誤。錯誤源自於誤信了一名保守黨議員的說法。如果該位議員以及總警司沒有認同的話，我們不會如此報導。」麥肯齊在2006年11月否認上述歉意，指出他只是受到上司梅鐸的命令才致歉。對於當時的報導，他同時補充說：「我當時並沒有內疚，現在也不會有。」他出席2007年1月11日英國廣播公司時事節目（《質問時間》）時亦再次拒絕道歉。
而《太陽報》本身則在2004年7月4日在論壇版中刊登一幅全版「毫無保留」的道歉聲明，承認犯下了有史以來最嚴重的錯誤。但事實上，《太陽報》的道歉聲明是回應該等對足球員的批評。出身自利物浦的朗尼當時仍然效力該市另一間球會愛華頓，卻賣自己的故事給《太陽報》，而此種做法增添了利物浦人對《太陽報》的仇恨。
《太陽報》道歉並沒有達到預期的效果。在聲明中指出對朗尼的「仇恨運動」是由鏡報集團所持有的《利物浦每日郵報》（Daily Post）以及《回聲報》（Echo）所發起，而該集團旗下另一份報刊《每日鏡報》則是《太陽報》的主要對手。因而，此種道歉實際上令利物浦人更為憤怒。《利物浦回聲報》亦不接受如此的道歉，直斥其低劣以及再一次利用死難者。
同日的其他報紙亦載有一份明顯是出自南約克郡警方、內容相若的聲明，嘗試轉移部分責難，但《太陽報》基於當年頭條所用的巨大標題「真相」而特別受到的咒罵、以致一再拒絕致歉，都使其他報紙迅速注意回《太陽報》身上。
2007年1月6日，利物浦足總盃主場對阿仙奴的賽事中，在高普看臺的利物浦球迷於開賽首6分鐘舉起了一張張顏色紙，砌成了英文「真相（The Truth）」一詞以及標語「為96名死者討回公道（Justice for the 96）」。抗議是直接指向麥肯齊以及《太陽報》，同時亦包括剛剛聘請麥肯齊為報導員的英國廣播公司。
直到今日，很多在利物浦地區的人（不仅是利物浦球迷，也包括同城死敌埃弗顿球迷）仍然堅守原則，拒絕購買《太陽報》，甚至有利物浦球迷在罹患晚期癌症的情况下拒绝《太阳报》的捐助。由該篇希斯堡慘劇報導出版的那天開始，《太陽報》在默西塞特郡的銷量就一直疲弱：在2004年，《太陽報》在利物浦的銷量只得12,000份，比事發前少了200,000份。
2012年9月12日，英國政府公佈了23年前“希爾斯堡慘案”的真相，利物浦球迷終於洗去了“肇事者”的罪名，英國政府承認員警和球場工作人員在維持秩序上的嚴重失職是當年慘案發生的最直接原因。當日下午3時6分，也是希爾斯堡慘案發生的時間，英國全國進行了兩分鐘的默哀，利物浦市民更在聖喬治廣場進行了守夜活動，用利物浦隊歌“你永遠不會獨行”（You'll Never Walk Alone）來紀念當年的96名慘案遇難者。
在英國政府公佈了希爾斯堡慘案的全部檔案資料後，當年被認為要為慘案負全部責任的利物浦球迷終於沉冤昭雪，發生慘案的一個非常重要的原因也被公開：當地警方控制不力。在英國首相卡梅倫公開致歉後，2012年9月13日出版的《太陽報》也在頭版頭條的位置用“真正的真相”（THE REAL TRUTH）來作為道歉標題，文章說：“23年前對希爾斯堡慘案的報導，無疑是《太陽報》歷史上最黑暗的一日。此是《太陽報》永恆的恥辱。今日，我們因為23年前的錯誤判斷而誠摯地向希爾斯堡慘案的受害者、他們的親屬、利物浦球迷、利物浦市以及我們的讀者致歉。在希爾斯堡慘案中，由於我們沒有盡到自己的責任，給遇難者的家屬以及利物浦市民帶去了更多的痛苦。我們不能為當時《太陽報》頭版文章找出任何藉口。該個報導是不準確、無禮，該版本並不是事實的真相。”
另外，當年寫下“真相”這篇文章的《太陽報》主編麥肯齊也發表了公開聲明，為自己的過失致歉：“今日，我為當時的報導向利物浦人表達深深的歉意，我完全錯了、被誤導了。23年前，我從謝菲爾德警方該處得到了消息，他們指控利物浦球迷對球場事故負有責任，我沒有想到警方也會用撒謊來掩飾他們的失職。如今，首相先生確認針對利物浦球迷的指控都不存在，而是警方為了逃避責任推卸到他們頭上。我意識到自己寫下的頭條是謊言而不是真相，我很抱歉，我錯了！”

## 起訴案
事發當日值班的職員班納得·梅瑞（Bernard Murray）以及總警司大衛·達肯菲爾德後來被遇難者家屬起訴。達肯菲爾德承認了在解釋慘劇發生原因時撒謊；包括後來在爭議之中被委任為默西赛德郡警察局局長諾曼· 貝提遜（Norman Bettison）的一些警官就以偽造證據罪名被起訴。其後達肯菲爾德的醫生指他因健康問題無法出席審訊，基於公平考慮，聆訊並沒有繼續下去。達肯菲爾德後來以警方的退休金來進行治療。

## 精神創傷
一些當日並沒有在中央小區內的觀眾、以及直接從電視或電臺得悉事件的人都向警方提出了各種各樣的疏忽案。案件最後提交到上議院審理並成為一個法律上有關疏忽導致精神損傷的處理之重要里程碑。

## 電視片集
1996年，英國獨立電視台播放了一套90分鐘長的紀錄片，講述希斯堡慘劇的發生。紀錄片由利物浦著名編劇吉米·麥高文（Jimmy McGovern）所寫，在之前他亦主編過熱門片集如等。在第二輯中，開場故事亦都以希斯堡慘劇為主。
這套稱為《希斯堡》（Hillsborough）的紀錄片由獨立電視臺旗下的格拉納達電視所製作，主角崔佛·希克斯（Trevor Hicks）的故事由明星基斯杜化·艾克斯頓飾演。希克斯在慘劇之中失去了他兩名年輕女兒，事件後他參與加爭取更安全球場運動、同時亦協助籌組希斯堡家屬支援組（Hillsborough Families Support Group）。
由於謹慎地處理了不少主觀內容以及尊重死難者，紀錄片得到很多讚賞。在1997年，片集同時獲得英國電影電視藝術學院（BAFTA）以及皇家電視學會的最佳單一電視片集。英國電影學院在2000年出版的100套最偉大英國電視節目中，紀錄片《希斯堡》亦成為其中的第54套。
這套片集也啟發狂街傳教士（Manic Street Preachers）創出收錄在專輯（此是我的真相，告訴我你的）的歌曲（南約克郡屠殺者）。

## 外部連結
- 希尔斯堡独立调查小组
- 希斯堡正義運動官方網站 （页面存档备份，存于）
- 英國廣播公司當日新聞 （页面存档备份，存于）
- 互聯網電視資料庫中的電視劇「希斯堡」
- 英國電影學院Screenonline中的電視劇「希斯堡」 （页面存档备份，存于）

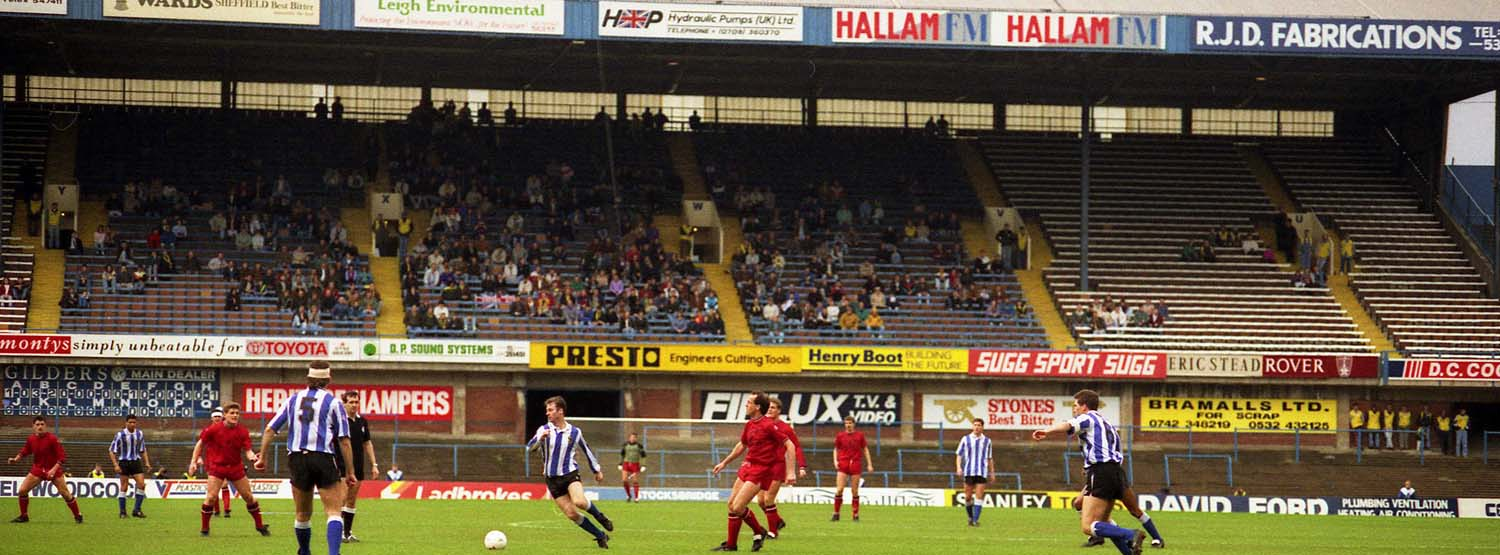
惨案地點——希尔斯堡球场歷平斯徑看臺，摄于1991年，可见此时该看台已改为全坐席看台。

- How the Hillsborough disaster happened （页面存档备份，存于）